# Mario Petrina
Mario Franco Petrina detto Mario (Misterbianco, 22 settembre 1942 – Catania, 23 marzo 2016) è stato un giornalista italiano.

## Biografia
Dopo una breve esperienza sportiva da calciatore tra la fine degli anni cinquanta e l'inizio degli anni sessanta, nelle file della squadra dilettante del Misterbianco Calcio, consegue la laurea.

### Attività giornalistica
Si avvia al giornalismo, iniziando nel quotidiano catanese La Sicilia.
Giornalista professionista dal 1973, approda alla RAI, nella redazione catanese del TGR, dove svolge pure l'attività di cronista sportivo per la trasmissione 90º minuto.
Nel 1976, è tra i cofondatori dell'emittente locale Telesud Catania, dieci anni più tardi diviene vicesegretario nazionale della FNSI, negli anni novanta diviene caporedattore della testata sportiva della RAI, il TGS, segretario dell'Assostampa Sicilia, successivamente vicesegretario nazionale della FNSI  e, nel 1995, presidente nazionale dell'Ordine dei giornalisti, riconfermato per un secondo mandato, fino al 2001.
Giornalista in pensione dal 2001, ha poi ricoperto la carica di consigliere di amministrazione della Casagit (Cassa Autonoma di Assistenza Integrativa dei Giornalisti Italiani), e di presidente nazionale dei sindaci dell'"UNGP", l'associazione dei giornalisti in pensione.
Petrina è stato opinionista nelle trasmissioni sportive di alcune emittenti locali siciliane, in particolar modo di Telecolor, Video Mediterraneo e Rei Tv.

### L'attività politica
Nel 1993, Petrina si candida come indipendente alle elezioni amministrative, in cui concorre per la carica a sindaco di Catania, competizione dalla quale inizialmente era stato escluso perché nel documento programmatico aveva omesso di indicare i criteri di scelta degli assessori, poi riammesso dopo il ricorso vinto al TAR.
All'epoca della sua candidatura a sindaco, Petrina era segretario regionale dell'Assostampa, e la sua iniziativa genera polemiche tra i consiglieri dell'associazione che chiedevano le sue dimissioni, tuttavia, però, poiché Petrina nella competizione elettorale non va oltre il 2,5% dei voti, ha potuto mantenere quel ruolo.
Nel 2005, si candida nuovamente per la carica di sindaco del capoluogo etneo, per la lista Nuova Sicilia,  ma che successivamente ritira, candidandosi come capolista del partito al consiglio comunale, per dare il suo appoggio al candidato del centro-destra Umberto Scapagnini, ma il suo partito non riuscirà ad ottenere alcun seggio nell'assise civica del comune etneo.

### Nel Catania Calcio
Nell'estate 2004, l'imprenditore Antonino Pulvirenti, appena acquistata la società del Catania, gli offre la carica di vicepresidente della società. L'incarico dirigenziale nella società rossoazzurra durerà poco più di tre mesi: infatti, a causa di dissidi creatisi con la dirigenza, ad ottobre Petrina rassegna le sue dimissioni.